# Różowa Pantera 2
Różowa Pantera 2 – amerykańska komedia z 2009 roku w reżyserii Haralda Zwarta. Sequel kinowego przeboju Różowa Pantera z 2006 roku.

## Obsada
- Steve Martin – inspektor Jacques Clouseau
- Andy García – Vicenzo
- Aishwarya Rai – Sonia
- Emily Mortimer – Nicole
- Yūki Matsuzaki – Kenji
- Jean Reno – Ponton
- John Cleese – Szef Inspector Dreyfus
- Alfred Molina – Pepperidge